# Marmagen

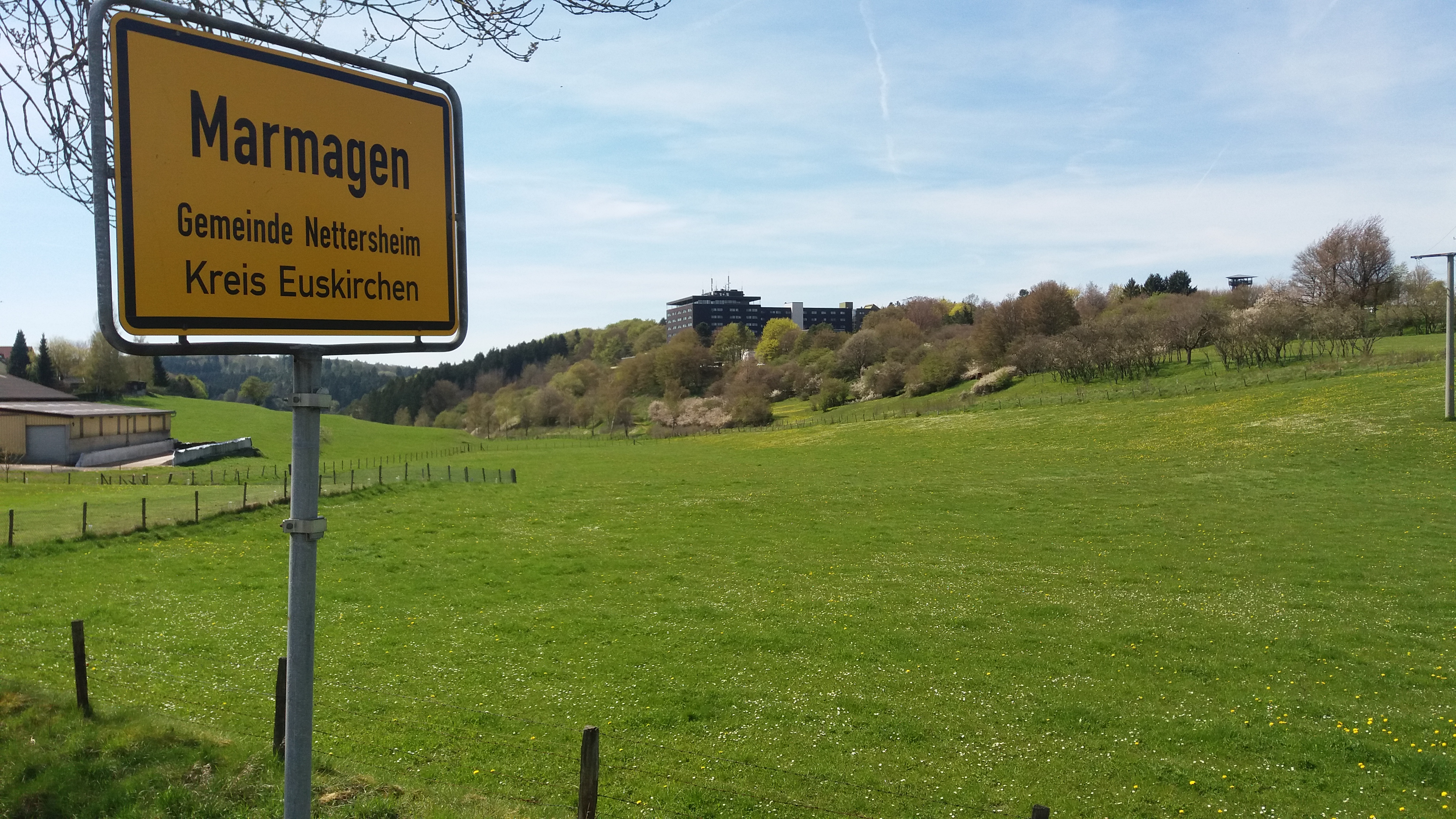
Vue de la clinique des hauts de l'Eifel à Marmagen en mai 2016

Marmagen est un village de l'Eifel, en Allemagne, d'environ 1700 habitants. Indépendant jusqu’en 1969 il fait depuis partie de la commune de Nettersheim. Marmagen se trouve dans l'arrondissement d'Euskirchen, en Rhénanie-du-Nord-Westphalie, à environ 70 km de Cologne et 60 km d'Aix-la-Chapelle.
Marmagen est un vieux village d'artisans.

## Histoire
Le nom du village à l’époque romaine était Marcomagus, il est mentionné dans l’Itinéraire d'Antonin et la Table de Peutinger (sous Bonn). Au Moyen Âge le développement du village est fortement lié à celui de l’abbaye voisine de Steinfeld.
L’occupation de la région par les troupes françaises en 1795 émancipa le village de l’abbaye, créant la maire de Marmagen dans le canton de Blankenheim, arrondissement de Prüm, département de la Sarre. La sécularisation de 1802 mis fin à l’abbaye de Steinfeld.
Après le congrès de 1815 le village passe sous administration prussienne.

## Place Eiffel
Dans le village, l'Eiffel-Platz fut nommé d'après Alexandre Gustave Eiffel, l'architecte de la Tour Eiffel, car un de ses ancêtres, Leo Heinrich Bönickhausen, était maître d'école de 1680 à 1695 à Marmagen.

## Économie
Le plus grand employeur est aujourd'hui la clinique Eifelhöhenklinik (« clinique des hauts de l’Eifel »).